# Flugplatz Leck

i7
i11
i13
Der Flugplatz Leck (ICAO-Code: EDXK) ist ein Sonderlandeplatz auf dem Gelände des ehemaligen Fliegerhorsts Leck im Kreis Nordfriesland. Er ist für Segelflugzeuge, Motorsegler, Ultraleichtflugzeuge und Motorflugzeuge mit einem Höchstabfluggewicht von bis zu zwei Tonnen zugelassen.